# Alphonse Seyewetz
Alphonse Seyewetz, né le 14 mars 1869 à Lyon et mort le 21 avril 1940, est un chimiste français, pionnier de la photographie.

## Le chimiste
Ancien élève de l’École La Martinière à Lyon, il entre à l'École supérieure de chimie de Lyon en 1884. Après avoir fait son service militaire au 99e régiment d'infanterie, il retourne à l'école comme préparateur. En 1900, il prépare une thèse de doctorat sur les colorants. Remarqué particulièrement par Jules Raulin, il est nommé chef de travaux de l'École supérieure de chimie industrielle de Lyon en 1896, puis sous-directeur en 1926 sous Victor Grignard et enfin directeur adjoint en 1933. Il perd son épouse après quelques années de mariage.
Mobilisé pendant la Première Guerre mondiale, il est alors capitaine de chasseurs. Il sert jusqu'en 1916, date à laquelle il est rappelé pour diriger plusieurs poudreries ; il a alors 47 ans.

## La photographie
En 1891, la société des frères Lumière s'intéresse à ses travaux et lui demande de collaborer à ses recherches et sa fabrication. Parallèlement à son travail à l'école de chimie, il fut chef de service dans cette société de 1891 à 1940. Ses travaux sur la photographie, dont certains avec les frères Lumière, font autorité. Il obtient notamment la médaille d'or de la Société française de photographie.
Alphonse Seyewetz dirige de 1909 à 1926 la collection Bibliothèque de photographie chez l'éditeur parisien O. Doin ; 12 volumes y sont publiés, dont deux ouvrages de Seyewetz.
Emporté par la maladie, il meurt le 21 avril 1940 à l'âge de 71 ans.

## Distinctions
- Chevalier de la Légion d'honneur (arrêté du 5 janvier 1918)

## Œuvres
- avec Paul Sisley : Chimie des matières colorantes artificielles, Paris, G. Masson, 1896, VIII-821 p.
- Rapport sur l'appareil à produire le gaz acétylène dit générateur à gaz "Papleux", Lyon, Association typographique, 1897, 12 p.
- Le développement de l'image latente en photographie, Paris, Gauthier-Villars, coll. « Bibliothèque de photographie », 1899, VII-97 p.
- Résumé du cours libre de photographie appliquée, professé à la Faculté des sciences de Lyon : 20 leçons, Lyon, A. Storck, 1899, 324 p.
- Sur les combinaisons des matières colorantes basiques avec les matières colorantes acides, Lyon, A. Rey, 1900, 86 p.
- Le négatif en photographie, Paris, O. Doin et fils, coll. « Bibliothèque de photographie », no 4, 1911, 290 p.
- avec Auguste Lumière et Louis Lumière : « Sur la composition des images photographiques obtenues par développement et fixage des impressions latentes du gélatino-bromoiodure et du gélatino-bromure d'argent », Bulletin de la Société française de photographie et de cinématographie, vol. 2, no 3, 1912, p. 36-40.
- Principes d'analyse et de synthèse en chimie organique (collectif), 1914